# Variomatic

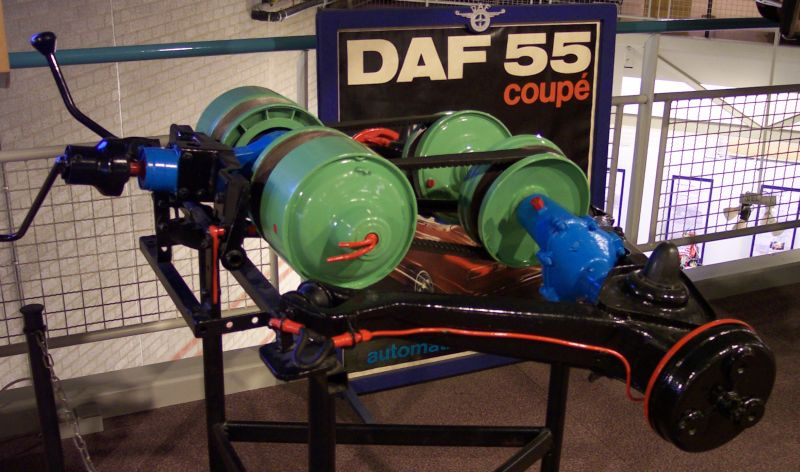
Transmissió DAF Variomatic.

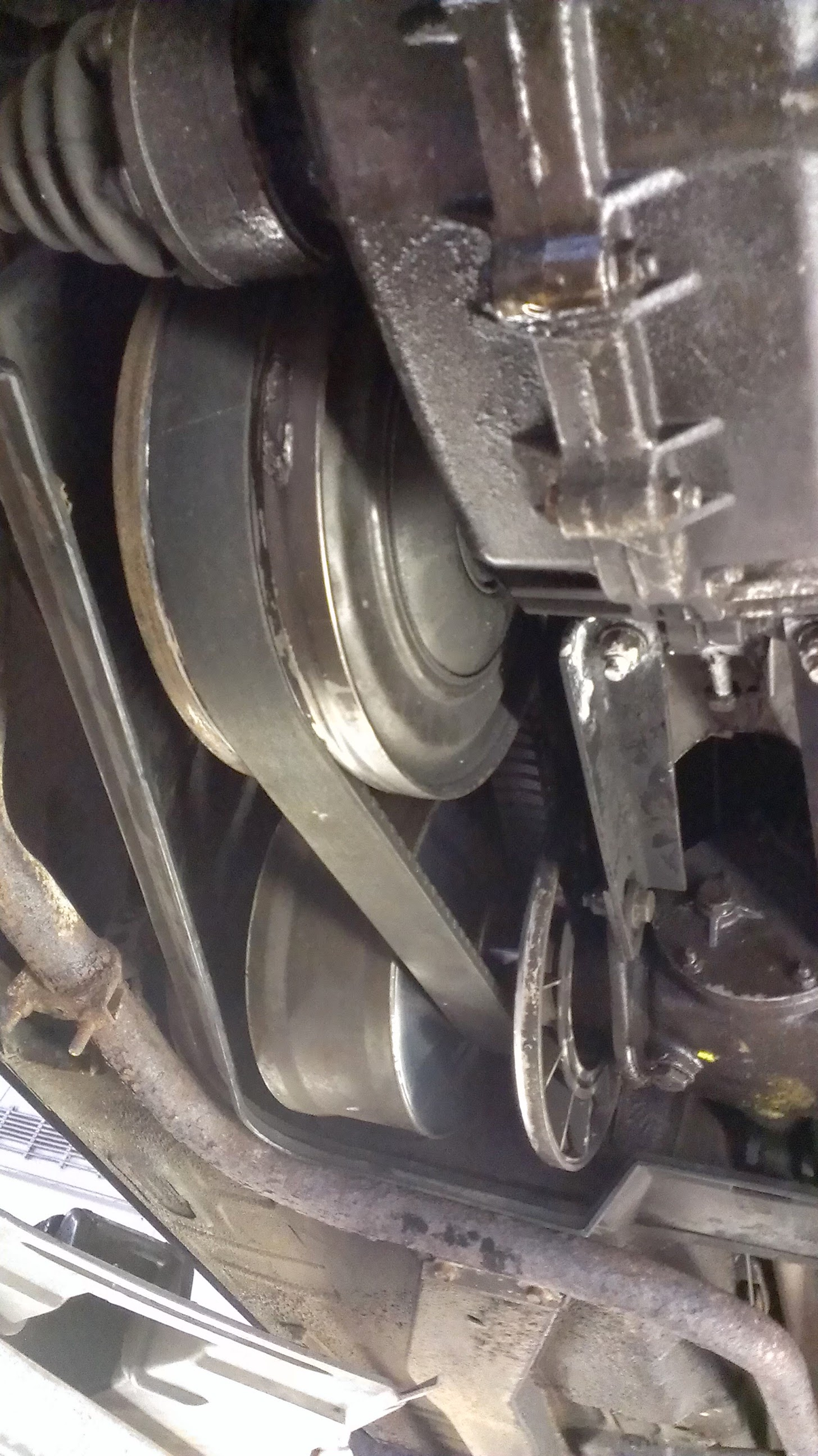
Vista inferior de dues de les politges i la corretja d'un sistema Variomatic DAF 46.

Variomatic és el nom d'una transmissió variable contínua projectada per Hub van Doorne i usada en la fàbrica neerlandesa d'automòbils DAF.
El sistema es basava en corretges trapezoidals i politges amb allotjament en V. Les politges trapezoidals normals tenen una relació de transmissió constant. La separació/aproximació de les galtes de les politges motriu i receptora, respectivament, permet obtenir una gamma variable de relacions de transmissió. Amb un sistema de control automàtic, la disposició descrita es transforma en una transmissió variable contínua.

## Antecedents
Les transmissions mitjançant corretges trapezoidals amb relació constant foren usades des dels primers temps dels automòbils. Alguns fabricants fabricaren diverses variants que, a partir d'una separació de les galtes de les politges motrius, podien regular manualment la relació de transmissió. Un d'aquests fabricants fou la fàbrica d'automòbils David S.A. de Barcelona. La solució era una transmissió regulable contínua d'accionament manual. Un sistema semblant fou emprat des de 1902 pel fabricant francès Fouillaron.
La casa anglesa Clyno Engineering Company va presentar, des de 1909, vehicles amb politges trapezoidals regulables.

## Funcionament

### Relació de transmissió

Esquema d'un sistema de transmissió amb dues politges i una corretja

En un sistema de transmissió format per dues politges i una corretja, és important recordar el concepte de relació de transmissió {\displaystyle \tau }.
{\displaystyle \tau ={\frac {\omega _{2}}{\omega _{1}}}={\frac {d_{1}}{d_{2}}}}
on:
- {\displaystyle \omega _{1}} és la velocitat angular d'entrada.
- {\displaystyle \omega _{2}} és la velocitat angular de sortida transmesa.
- {\displaystyle d_{1}} és el diàmetre de la politja d'entrada.
- {\displaystyle d_{2}} és el diàmetre de la politja de sortida.

Si els diàmetres de les politges no varien, la relació de transmissió és constant.

### Sistema Variomatic

Principi de funcionament del sistema Variomatic.

El disseny Variomatic, per a un automòbil amb dues rodes motrius, consta de quatre politges (dues motrius i dues receptores) i dues corretges trapezoidals que transmeten la potència des de cada politja motriu a la politja receptora o resistent. Les politges formen una pista de rodatge en V, amb galtes que es poden separar o ajuntar, i estan controlades de forma automàtica mitjançant un sistema de masses (que actuen per força centrífuga) i un sistema pneumàtic.
Per a cada conjunt de dues politges connectades, la variació dels diàmetres efectius de rodadura de la corretja determina una relació de transmissió variable de forma contínua (entre els dos límits del disseny). Quan les galtes de la politja motriu estan separades al màxim (i, per tant, les galtes de la politja receptora estan més properes entre si), la relació de transmissió és la més petita possible. A igualtat de potència d'entrada, el parell motor és màxim. (Equivaldria a la primera velocitat d'una caixa de canvis convencional).

#### Regulació automàtica
Considerant únicament una roda de l'automòbil només cal analitzar dues politges i una corretja.
La politja motriu disposa d'unes masses que, obligades per la força centrífuga, empenyen una de les galtes de la politja (la galta exterior) cap a l'interior (apropant-la a l'altra galta). Això fa que el diàmetre de rodadura de la corretja augmenti. La politja receptora s'ajusta de forma passiva. Una molla empeny la galta interior contra l'altra galta. Com que la corretja no es pot allargar, l'única posició possible ve determinada per la posició de la politja motriu.
A més de les masses i la força centrífuga, la galta mòbil de la politja motriu es controla mitjançant una mena de pistó pneumàtic integrat en la mateixa politja. La politja motriu consta de la galta interior (considerant el seu muntatge en l'automòbil) que no es pot desplaçar lateralment. La galta exterior va allotjada en un compartiment cilíndric, solidària amb un diafragma que forma dos compartiments estancs a cada banda. El diafragma permet el moviment lateral de la galta exterior.
Cadascun dels compartiments descrits pot connectar-se al conducte d'admissió del motor (que provoca una depressió) i a l'atmosfera. En funció dels valors de pressió a cada banda del diafragma, hi ha una força resultant que ajuda o va en contra de la força que fan les masses centrífugues. El resultat és un sistema automàtic de control que funciona de forma prou correcta.
- El sistema de control permet una acceleració ràpida forçada (kick-down) i un sistema de fre motor en baixades.
- No hi ha diferencial. La tracció de cada roda és independent. Una transmissió Variomatic es comporta com si disposés d'un diferencial de lliscament limitat. Amb els avantatges que això suposa en la conducció sobre pistes lliscants.[9][10]

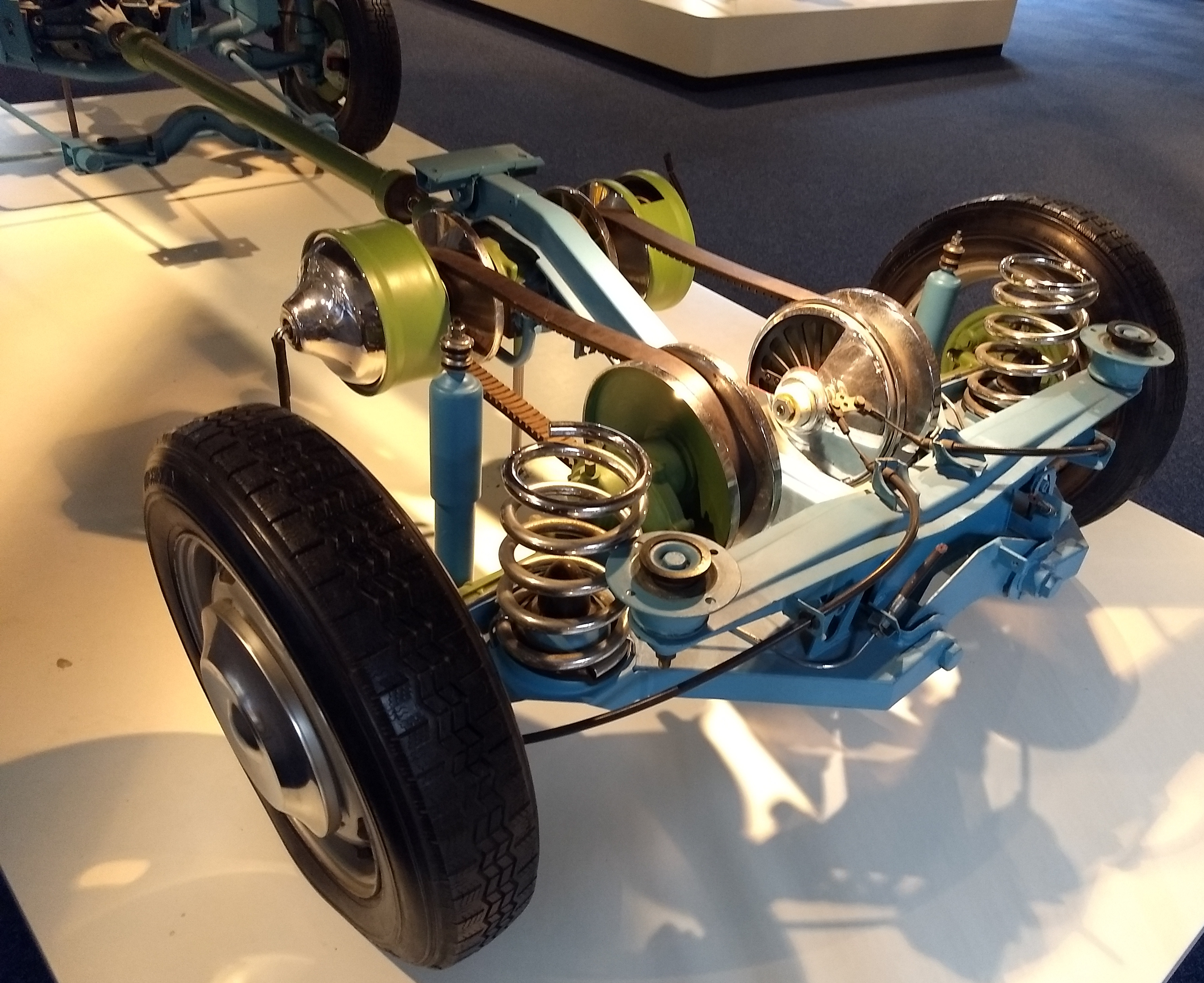
Conjunt de transmissió de l'automòbil DAF 55. Els tambors de les politges motrius estan pintats de verd.

## Aplicacions
El primer automòbil amb transmissió Variomatic fou el DAF 600, presentat l'any 1958. Des de 1959 fins a 1963 se'n fabricaren 30.563 exemplars. El model DAF 55 també equipava transmissió Variomatic.
En el període 1967-72 es comercialitzaren 153.263 exemplars.

### Altres aplicacions
Inspirades en el sistema Variomatic hi ha transmissions automàtiques en moltes menes de vehicles: ciclomotors, scooters, motos de neu, ATV-amfibis,...

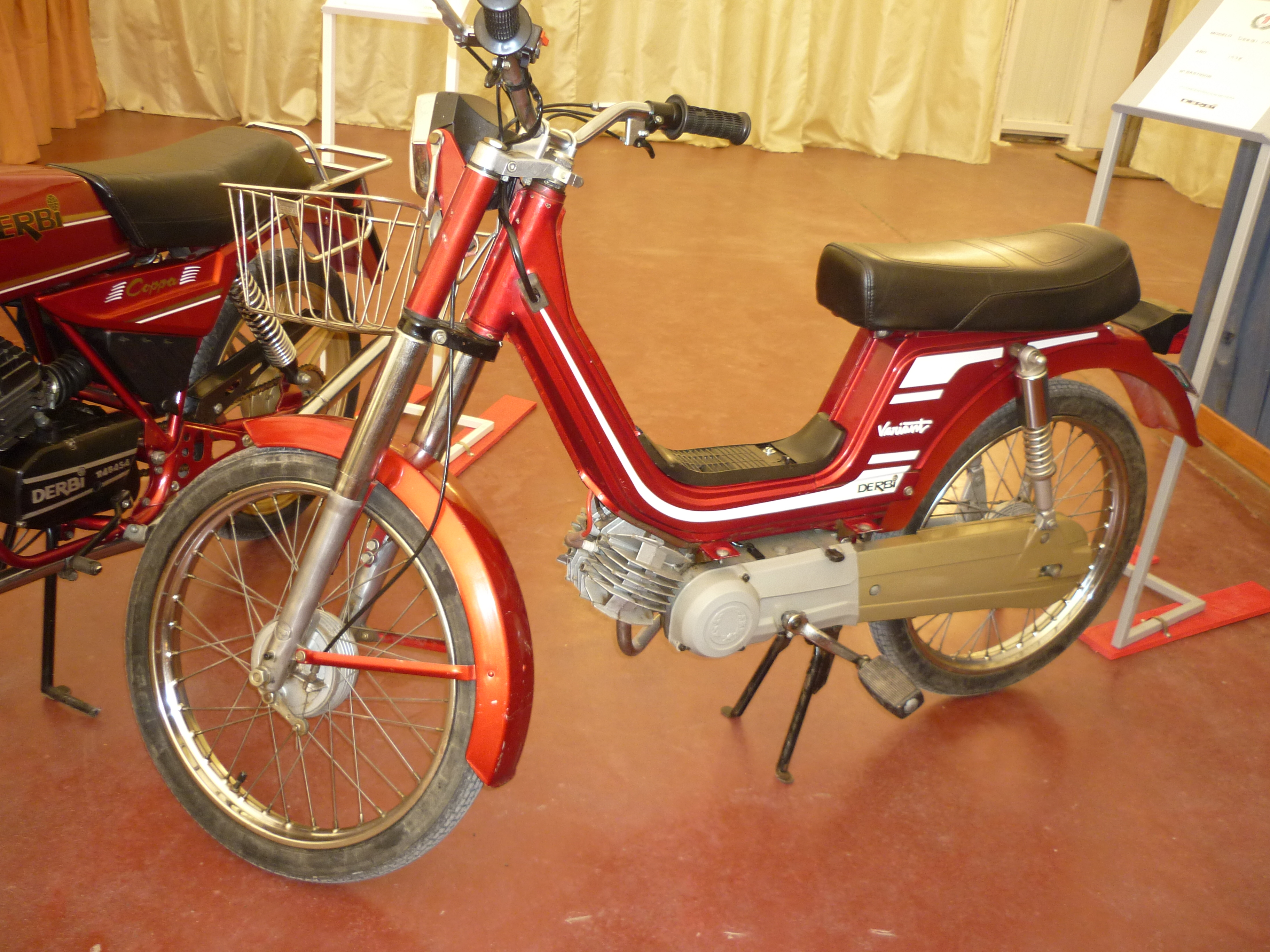
Ciclomotor Derbi Variant 1978
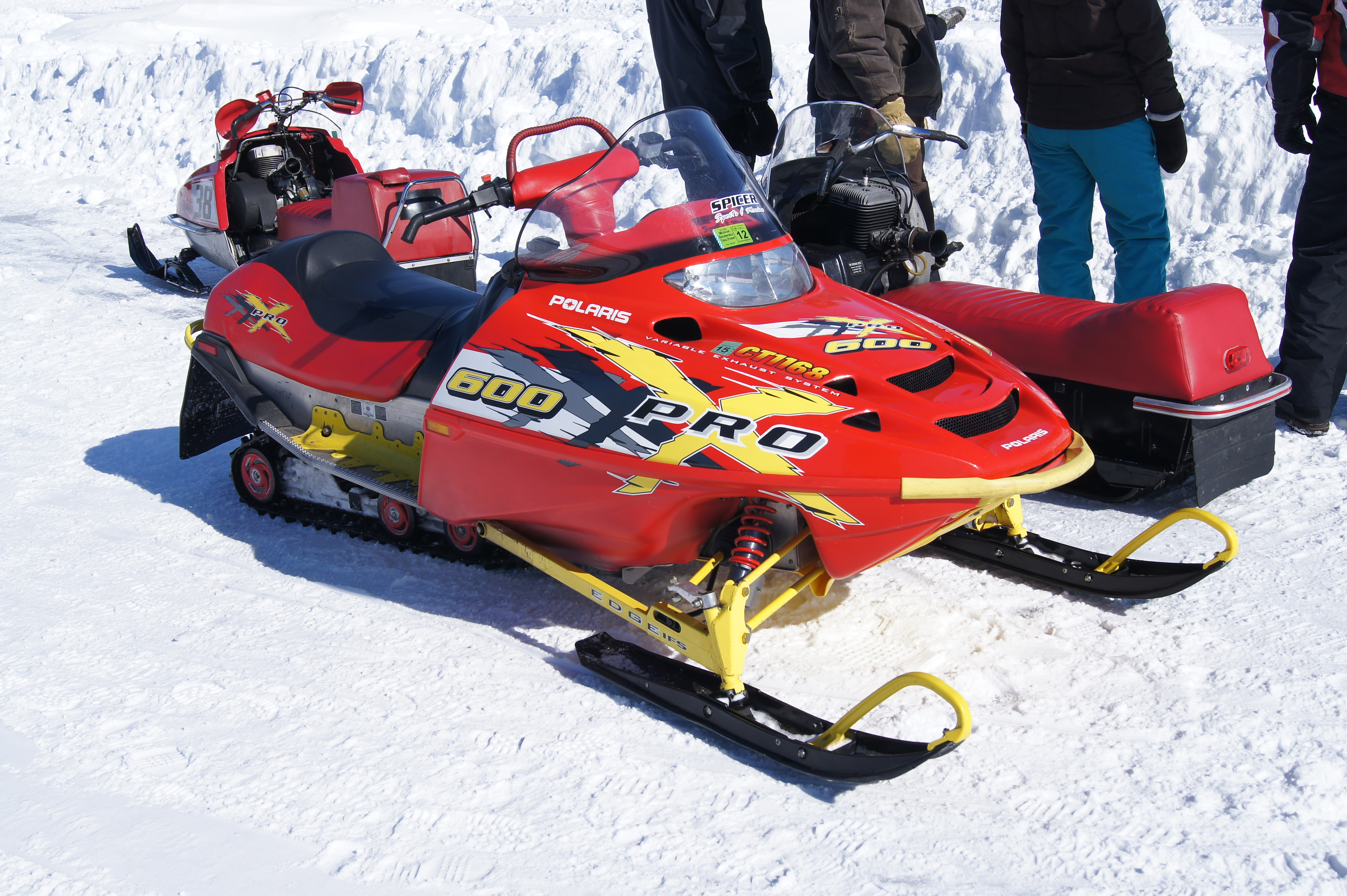
Polaris 600
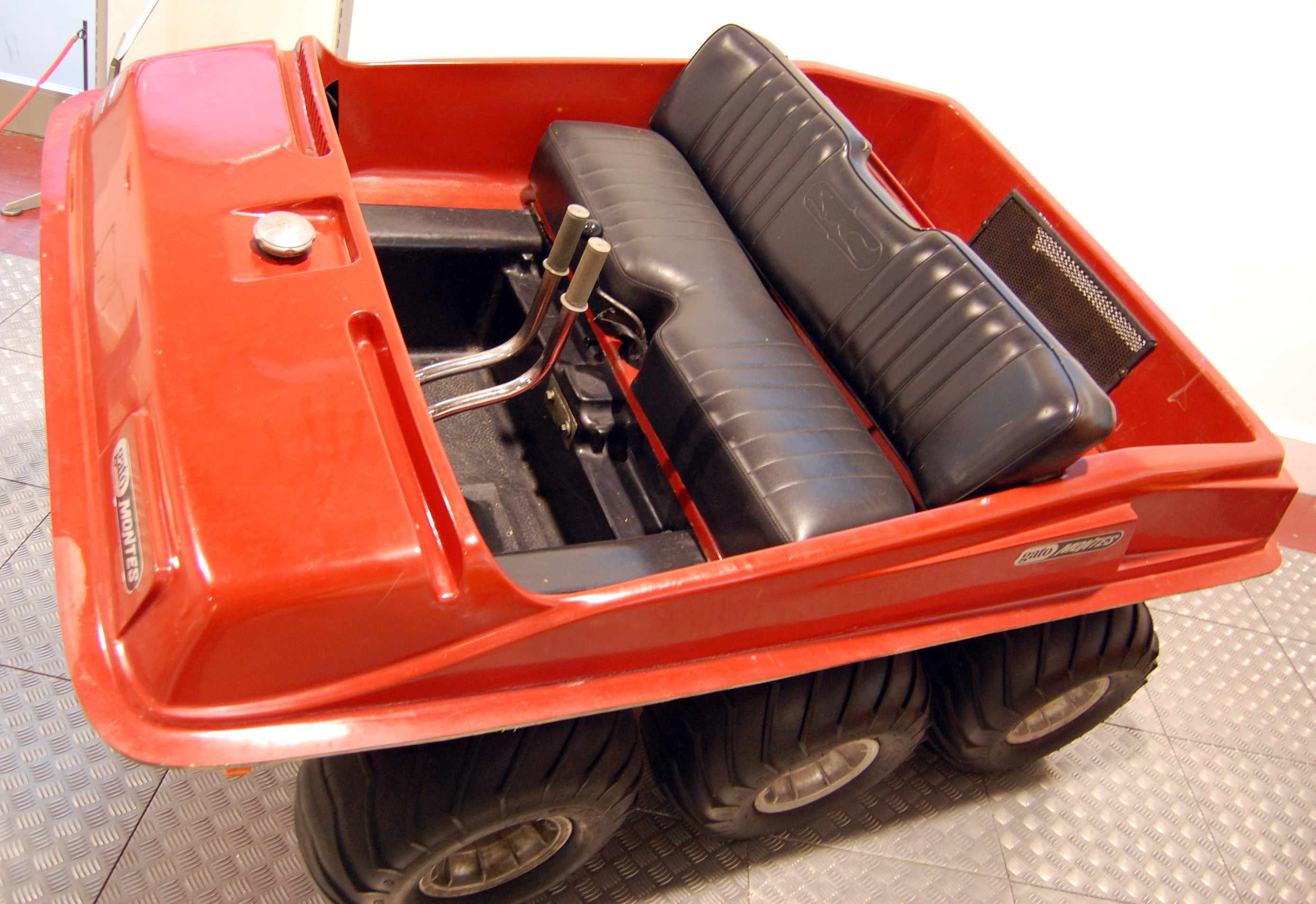
Artés Gato Montés
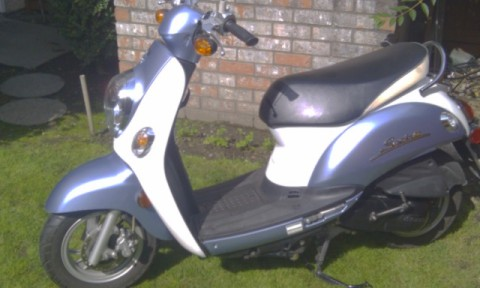
Scooter Kymco sento 50cc
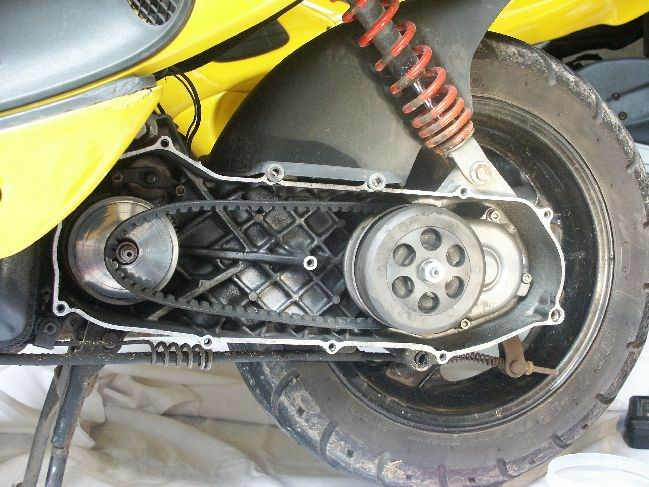
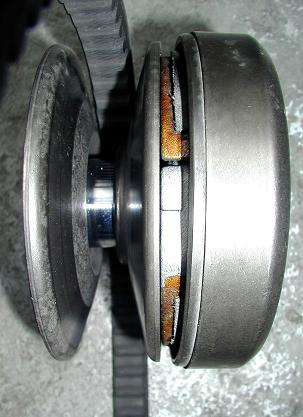

### Competició
- Rallies. Un DAF 55 va guanyar l'Alpine Rally de 1968.
- London-Sydney Marathon de 1968. Rob Slotemaker fa acabar el 17è de 100 participants.
- Rallycross. DAF 555 amb 4 rodes motrius.[11]
- F3. Entre els anys 1965-69 hi va haver alguns models de Fórmula 3 que competiren amb transmissió Variomatic.[12][13][14]
- F1. L'any 1993 l'equip Williams F1 Team va provar un prototipus amb transmissió Variomatic. El desenvolupament va finalitzar quan la FIA va prohibir els variadors.[15][16]

## Tecnologies posteriors

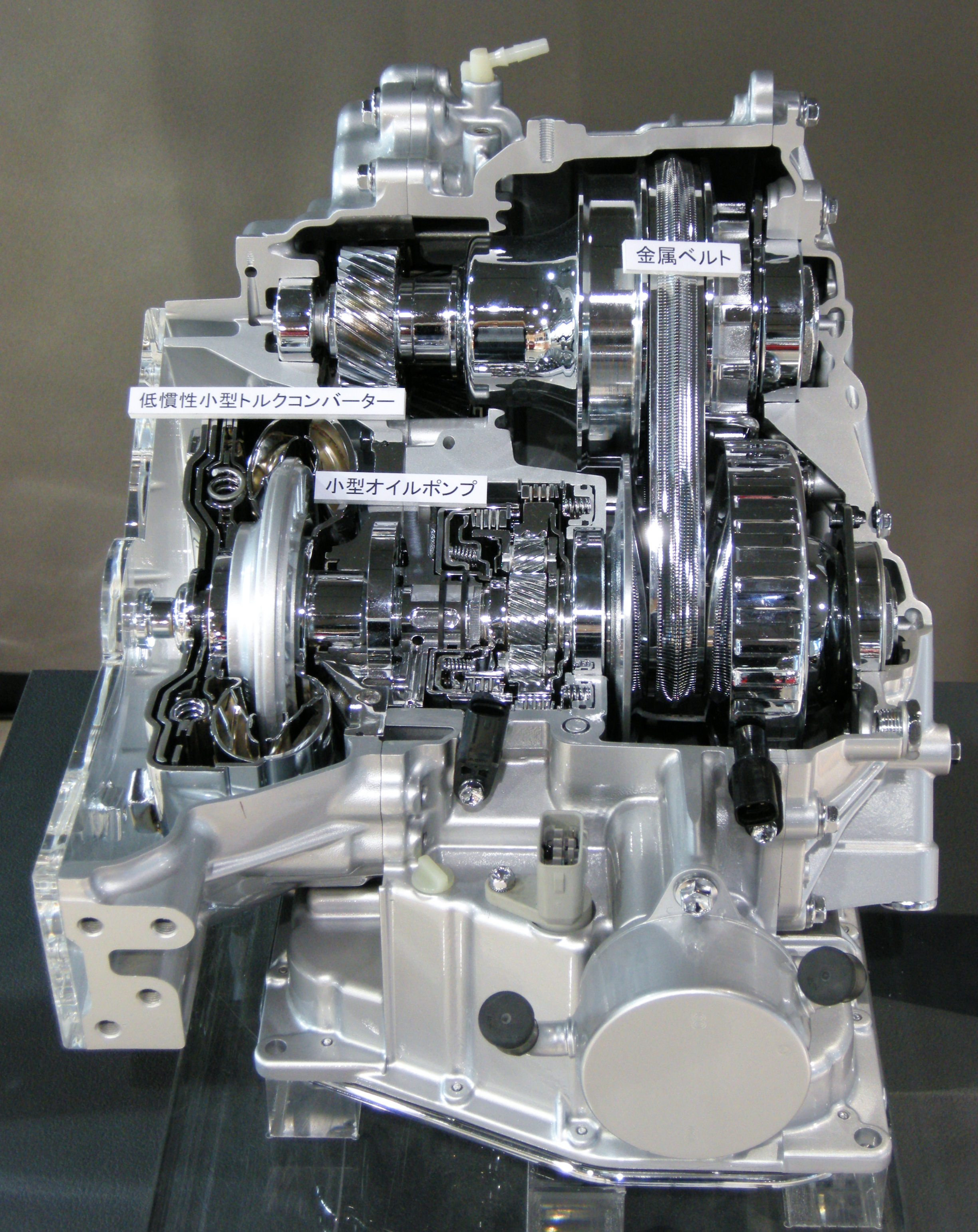
Toyota Super CVT-i 01.JPG.

### Transmatic
L'any 1987 es va comercialitzar una transmissió variable contínua basada en una cinta de metall (multi-peça). El projecte i la fabricació eren, també, de Van Doorne. El sistema de funcionament era semblant al del Variomatic. Però les noves cintes de metall treballaven a compressió, a diferència de les de goma, que transmetien la força per tracció.
Altres fàbriques comercialitzaren (i encara comercialitzen) versions d'aquest sistema amb nom propi:
- Mercedes (Autotronic)
- Toyota (Multidrive S).[19]
- Mini.

### Variadors amb cinta metàl·lica articulada

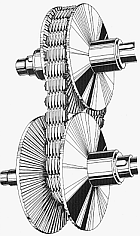
Politges i cadena CVT. Vegeu les baules múltiples articulades en paral·lel.

Diversos fabricants han comercialitzat variadors mecànics (transmissions variables continus) basats en politges en V i "corretges" metàl·liques articulades de baules múltiples (en paral·lel) que funcionen per tracció. Un exemple típic és el model Multitronic de la firma AUDI.